# Nudochernes virgineus
Nudochernes virgineus är en spindeldjursart som beskrevs av Beier 1959. Nudochernes virgineus ingår i släktet Nudochernes och familjen blindklokrypare. Inga underarter finns listade i Catalogue of Life.